# Digestió extracel·lular
La digestió extracel·lular té lloc fora de les cèl·lules. Els aliments ingerits per l'animal passen pel tub digestiu i entren en contacte amb els sucs digestius que els transformen en biomolècules senzilles. Les biomolècules senzilles obtingudes
s'absorbeixen i són transporades a totes les cèl·lules.
En la digestió extracel·lular, els aliments es digereixen per mitjà de processos mecànics que esmicolen els aliments, com són la masticació i la trituració a l'estómac. També es produeixen processos químics quan els sucs digestius transformen els aliments triturats en biomolècules senzilles.
La gran majoria dels invertebrats i tots els vertebrats fan aquest tipus de digestió.